# 曽根翔
曽根 翔（そね かける、2002年12月1日 - ）は、兵庫県出身の卓球選手。
TリーグはT.T彩たま所属。

## 経歴
2017年からドイツでプレーしており、2019年にはドイツ・ブンデスリーガ2部のザールブリュッケンIIでプレーした。
2021年、愛工大名電高等学校を卒業して愛知工業大学へ進学した。
2022年6月に愛知工業大学を中途退学した。
2020年からTリーグのT.T彩たまに所属している。
2020-2021年シーズンには、愛工大名電の後輩である篠塚大登とのダブルスで10勝3敗の好成績を収め、ベストペア賞を受賞した。

## 主な戦績
2017年
- 全国中学校卓球大会 男子シングルス 準優勝

2018年
- ジュニアサーキット中国オープン ジュニア男子シングルス 優勝
- ベラルーシオープン 男子ダブルス 優勝

2019年
- 全国高等学校総合体育大会（インターハイ）  男子団体 優勝 男子ダブルス 準優勝
- 世界ジュニア卓球選手権 男子団体 3位

2020年
- 2019年度全日本卓球選手権大会 男子シングルス ベスト16

2021年
- 2021年全日本卓球選手権 男子シングルス ベスト16